# Торопов, Сергей Александрович
Сергей Александрович Торопов (1882, Москва, Российская империя — 1964, Москва, СССР) — русский и советский архитектор-краевед, педагог и реставратор.

## Биография
Родился 25 июля или 27 июля 1882 года в Москве.
Окончил в 1906 году реальное училище, а в 1910 году — архитектурное отделение Московского училища живописи, ваяния и зодчества. Одновременно, учился в Московском университете и в 1911 году окончил его физико-математический факультет. Получив звание архитектора, работал помощником у видных архитекторов Москвы и, одновременно, начал преподавательскую деятельность. В родном училище был ассистентом профессора И. В. Рыльского и работал в лаборатории по испытанию строительных материалов у профессора Н. К. Лахтина; также преподавал на Московских женских архитектурных курсах и в среднем строительном училище В. Н. Образцова. Принимал участие в проектировании фасада доходного дома Н. И. Шах-Паронианц в Ананьевском переулке (д. 5).
За заслуги получил степень доктора архитектуры и звание профессора.
После революции 1917 года Торопов — активный деятель музейного отдела Наркомпроса, принимал участие в спасении исторических и художественных ценностей дворянских усадьб. В 1922 году стал одним из учредителей Общества изучения русской усадьбы и входил в правление общества. Преподавал в различных высших художественных, технических учебных заведениях, в Военно-инженерной академии, Институте аспирантов Академии архитектуры СССР.
В 1925 году он организовал в Центральных государственных реставрационных мастерских, сотрудником которых был в течение ряда лет до их закрытия в 1934 году, первую в СССР лабораторию физико-химических исследований памятников искусства. Затем он создал аналогичные лаборатории в Историческом музее (1930) и Третьяковской галерее (1932). Разработал методику прогностического изучения реставрируемых произведений станковой живописи с помощью рентгеновских лучей, фотографирования в невидимых лучах спектра и микроанализа.
Работал в секторе фиксации и методики реставрации памятников архитектуры (в Институте истории и теории архитектуры), возглавлявшимся Д. П. Суховым.
Жил в Москве по адресу: Средняя Переяславская улица, 18 (1930-е — 1960-е). Скончался после тяжёлой болезни 25 октября 1964 года в Москве. Похоронен на Пятницком кладбище.

## Семья
Был женат на А. И. Тороповой (1888—1976). У них был единственный сын Александр (1910—1993).